# Удмуртский Вишур
Удмуртский Вишур — деревня в Алнашском районе Удмуртии, входит в Удмурт-Тоймобашское сельское поселение. Находится в 6 км к северу от села Алнаши и в 81 км к юго-западу от Ижевска.

## История
По итогам десятой ревизии 1859 года в 53 дворах казённой деревни Вишур Елабужского уезда Вятской губернии проживали 151 житель мужского пола и 170 женского, работала мельница. На 1916 год жители деревни Вотский Вишур (Верхний Вишур) числились прихожанами Казанско-Богородицкой церкви села Можга.
В 1921 году, в связи с образованием Вотской автономной области, деревня передана в состав Можгинского уезда. В 1924 году, при укрупнении сельсоветов, деревня вошла в состав укрупнённого Варзи-Ятчинского сельсовета Алнашской волости, а в 1925 году — Вотско-Тоймобашского. В 1929 году упраздняется уездно-волостное административное деление и деревня причислена к Алнашскому району.
16 ноября 2004 года Удмурт-Тоймобашский сельсовет был преобразован в муниципальное образование «Удмурт-Тоймобашское» и наделён статусом сельского поселения.